# Étienne Dantoine
Étienne Dantoine, né le 20 février 1737 à Marseille  où il est mort le 23 mars 1809 , est un sculpteur français.

## Biographie
Étienne Dantoine, ou d'Antoine, naît le 20 février 1737 à Marseille où il étudie le dessin et le modelage à l'Académie de peinture, tout en faisant son apprentissage chez un faïencier.
Après un séjour à Rome où il remporte le prix du Capitole, il rentre en France et exécute le Monument funéraire de Mgr d'Inguimbert (1774) placé dans le chœur de la chapelle de l'hôtel-Dieu de Carpentras. Il exécute ensuite le groupe monumental de la fontaine des Trois Grâces (1776) à Montpellier et à cette occasion reçoit une pension viagère accordée par la Ville de Montpellier. Il part ensuite à Paris où il se marie et revient à Marseille où il s'installe rue Paradis. Des malheurs frappent bientôt l'artiste : sa femme meurt et la Ville de Montpellier cesse de lui payer sa pension viagère.
Dantoine se fait remarquer aux expositions de l'an VIII (1800) et de l'an XI (1803) avec un projet de monument public représentant le Languedoc sous la forme d'un Génie reliant l'Océan et la Méditerranée, allégorie du canal des Deux-Mers. Il expose aussi une Boule du monde sur laquelle reposent la Justice, la Sagesse et la Prudence. En 1806, il sculpte le Cénotaphe du général Desaix, composé d'une urne funéraire en marbre à sommet d'une colonne de granit, érigé à l'origine sur la colline Bonaparte, actuel jardin Pierre Puget à Marseille. Ce monument a été déplacé au château Borély.
En 1799, Étienne Dantoine est reçu à l'Académie de Marseille. Après sa mort survenue le 23 mars 1809, Simon-Célestin Croze-Magnan rédige une note historique sur Dantoine et le peintre Jean-Baptiste Giry (1733-1809), morts dans le courant de la même année, qu'il lit au cours de la séance publique de l'Académie de Marseille tenue le 26 août 1810.

## Collections publiques
- Carpentras, chapelle de l'hôtel-Dieu : Monument funéraire de Mgr d'Inguimbert, 1774, haut-relief en marbre blanc. Le buste de l'évêque surmonte le tombeau flanqué des statues de La Charité et de La Science[7].
- Marseille :
  - musée des Beaux-Arts : Consécration d'une jeune vestale en présence des déesses Minerve et Vesta, bas-relief en terre cuite.
  - angle de la rue Moustier et de la rue d'Aubagne : Monument à Homère, 1803. Le buste d'Homère surmonte une colonne antique provenant de la crypte de l'abbaye Saint-Victor[8].
  - angle de la rue de Rome et de la rue de La Palud : Monument à Pierre Puget, 1801[9].
- Montpellier :
  - musée Fabre[10] :
    - Groupe d'enfants, 1773, réduction en plâtre d'un groupe d'enfants de la fontaine des Trois Grâces à Montpellier ;
    - Groupe d'enfants tenant une anguille, marbre ;
    - Groupe d'enfants tenant une tortue, marbre ;
    - Groupe d'enfants tenant une urne, marbre ;
    - Portrait présumé du peintre Étienne Théaulon, médaillon en terre cuite ;
    - Monument à la mémoire d'une jeune fille (Mlle Flandio de la Combe ?), attribution, 1775, groupe en marbre.

  - place de la Comédie : fontaine des Trois Grâces, 1776, groupe en marbre[11].
  - place de la Canourgue : fontaine des licornes, 1776, groupe en marbre[12].

Œuvres d'Étienne Dantoine
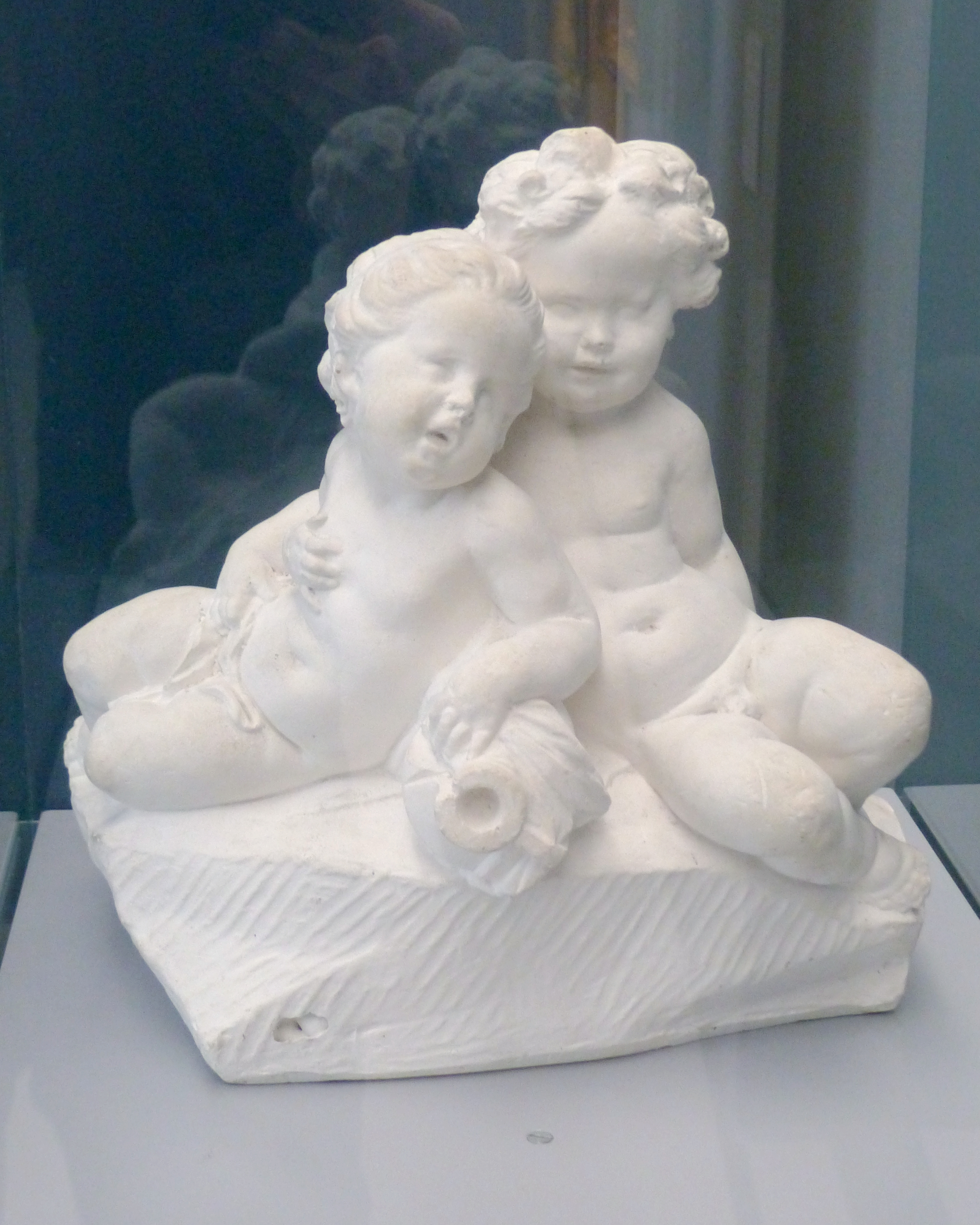
Groupe d'enfants (1773), Montpellier, musée Fabre.
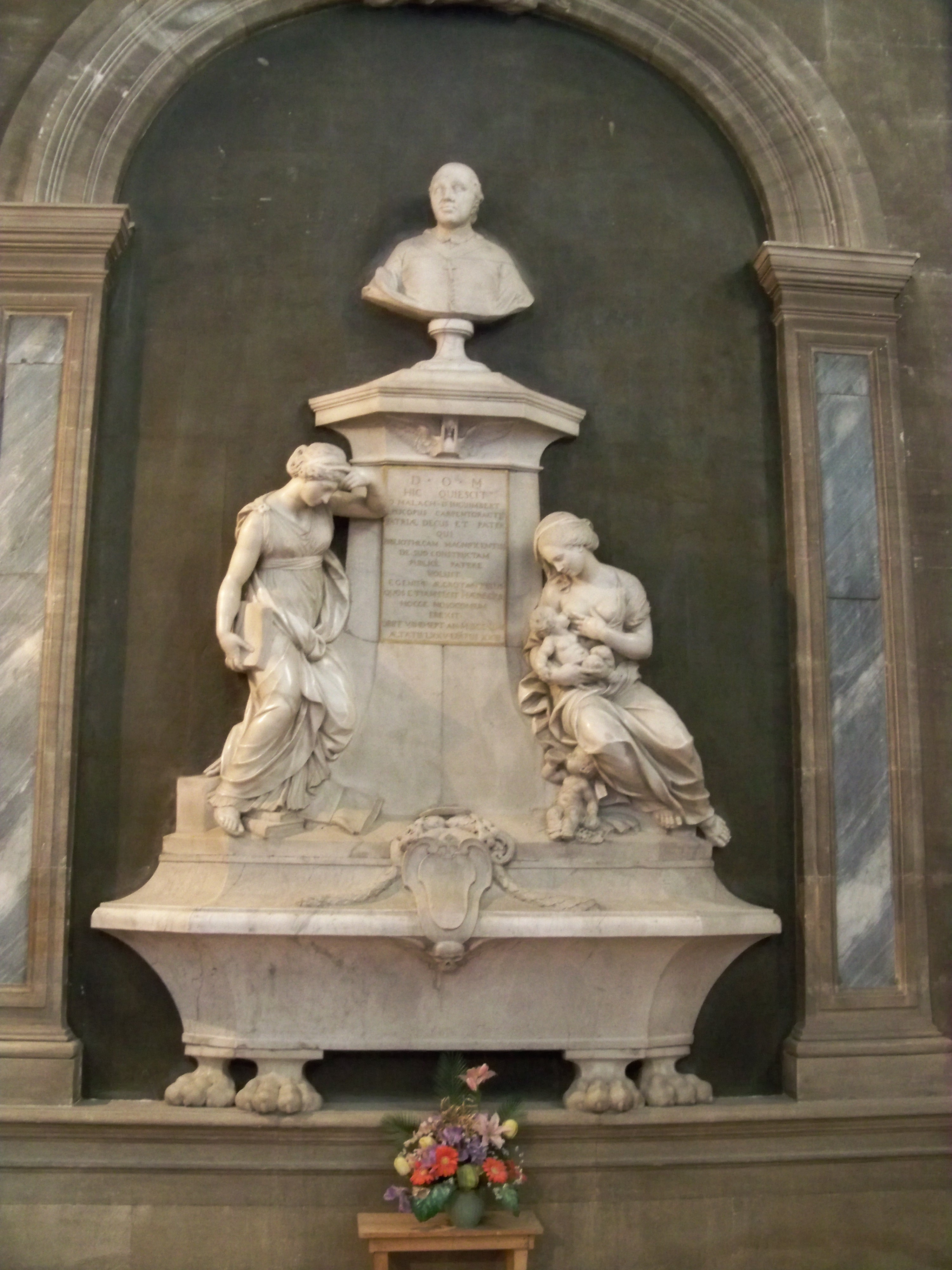
Monument funéraire de Mgr d'Inguimbert (1774), chapelle de l'hôtel-Dieu de Carpentras.
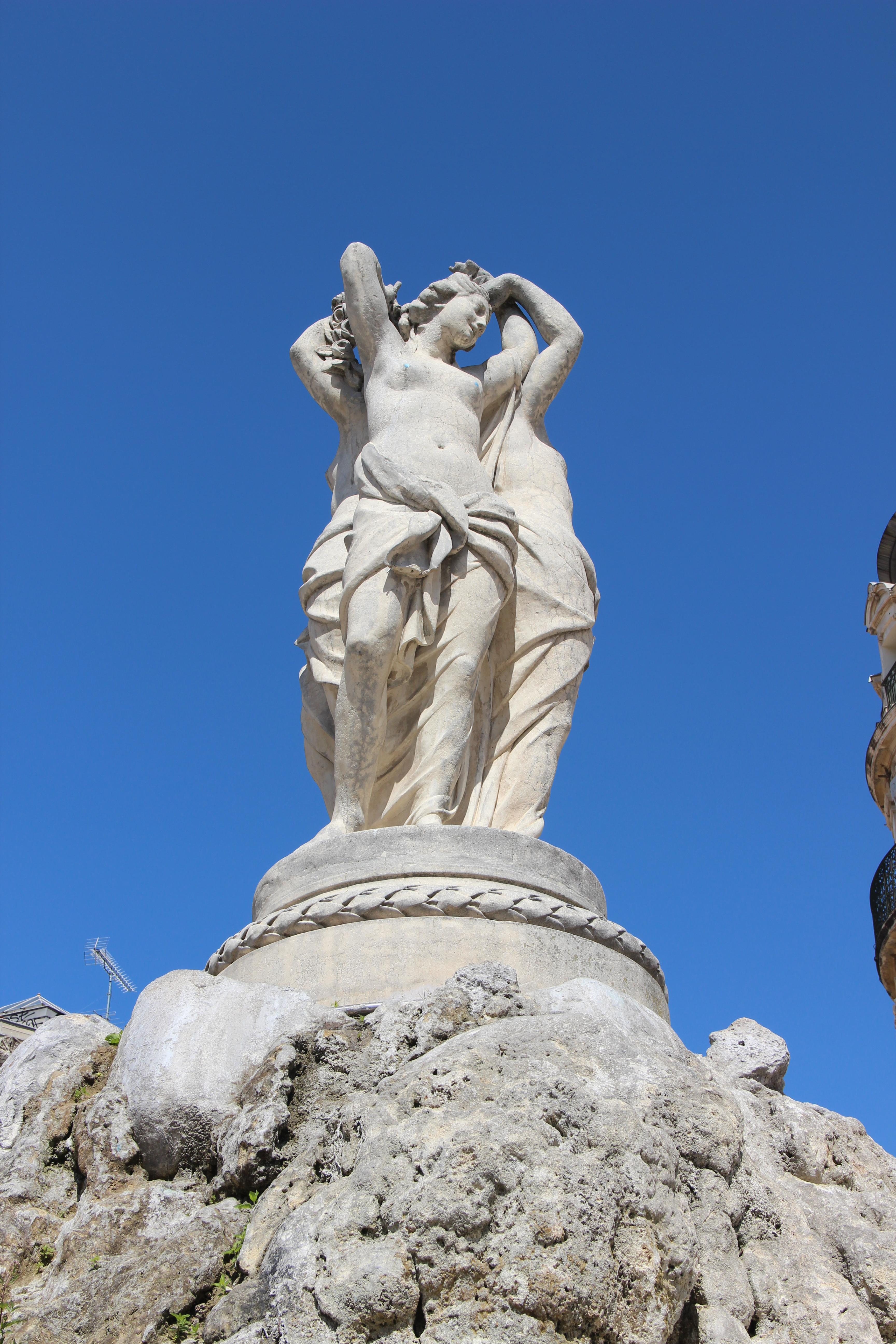
Fontaine des Trois Grâces (1776), Montpellier.
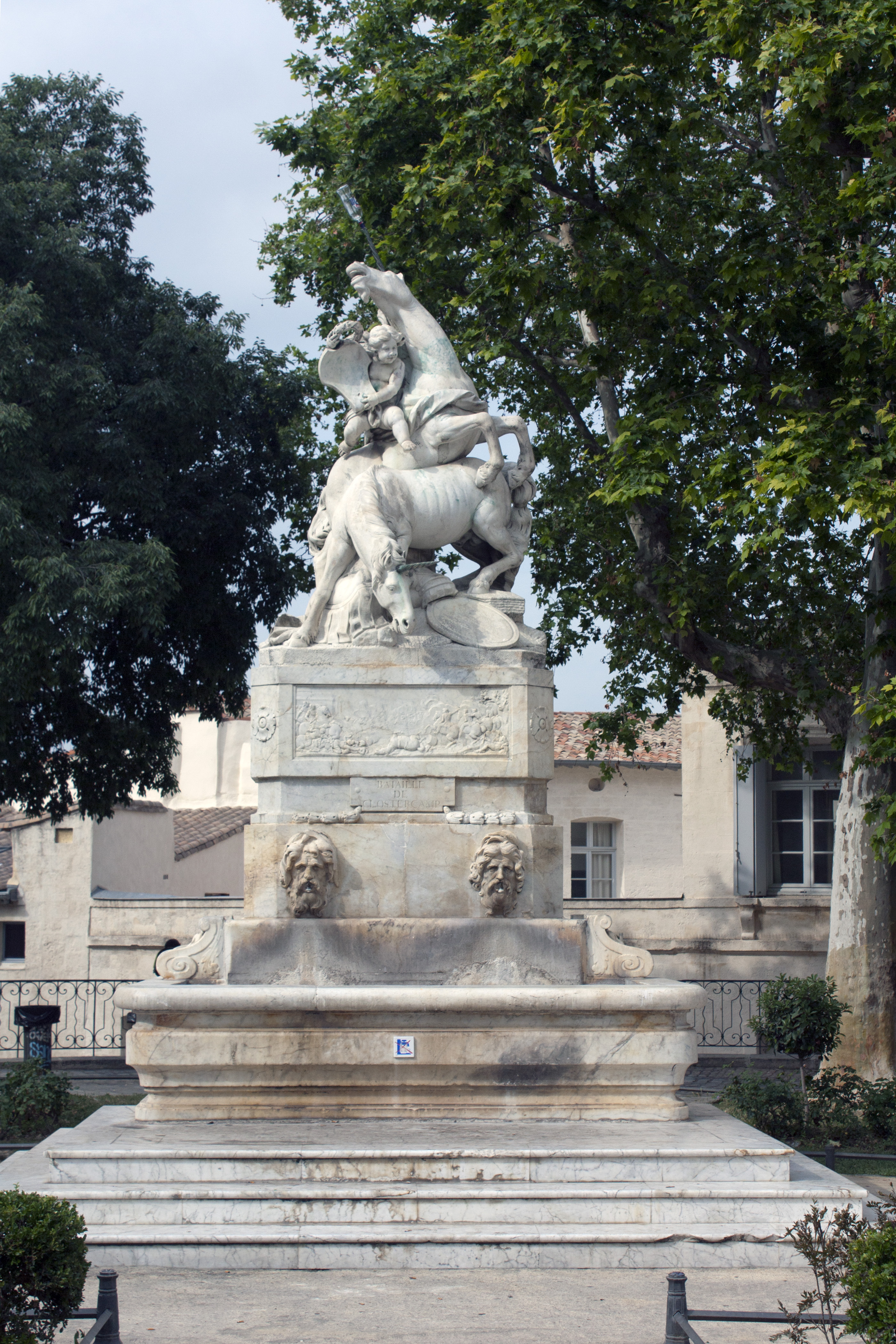
Fontaine des licornes (1776), Montpellier.
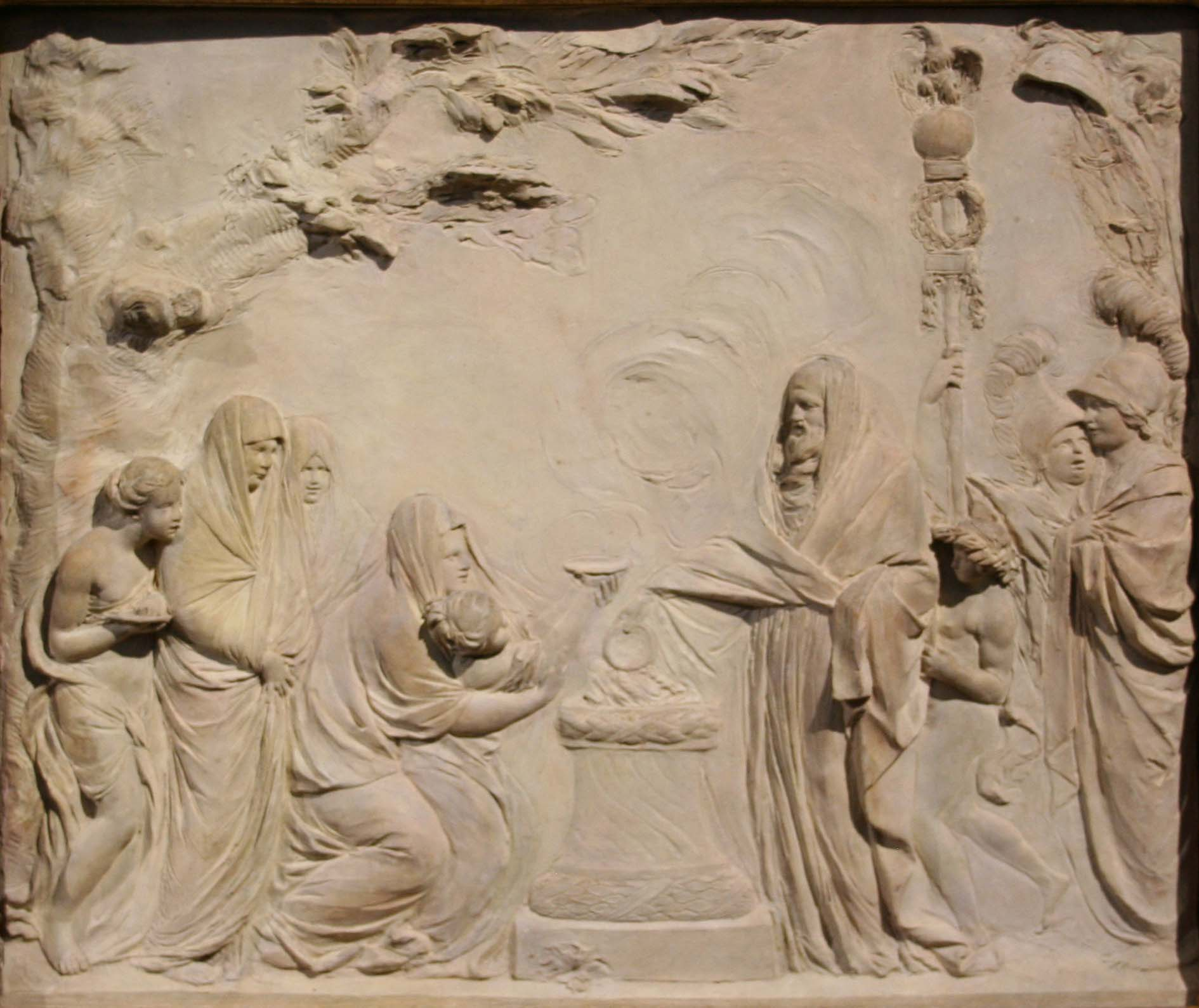
Consécration d'une jeune vestale en présence des déesses Minerve et Vesta (1786), musée des Beaux-Arts de Marseille.
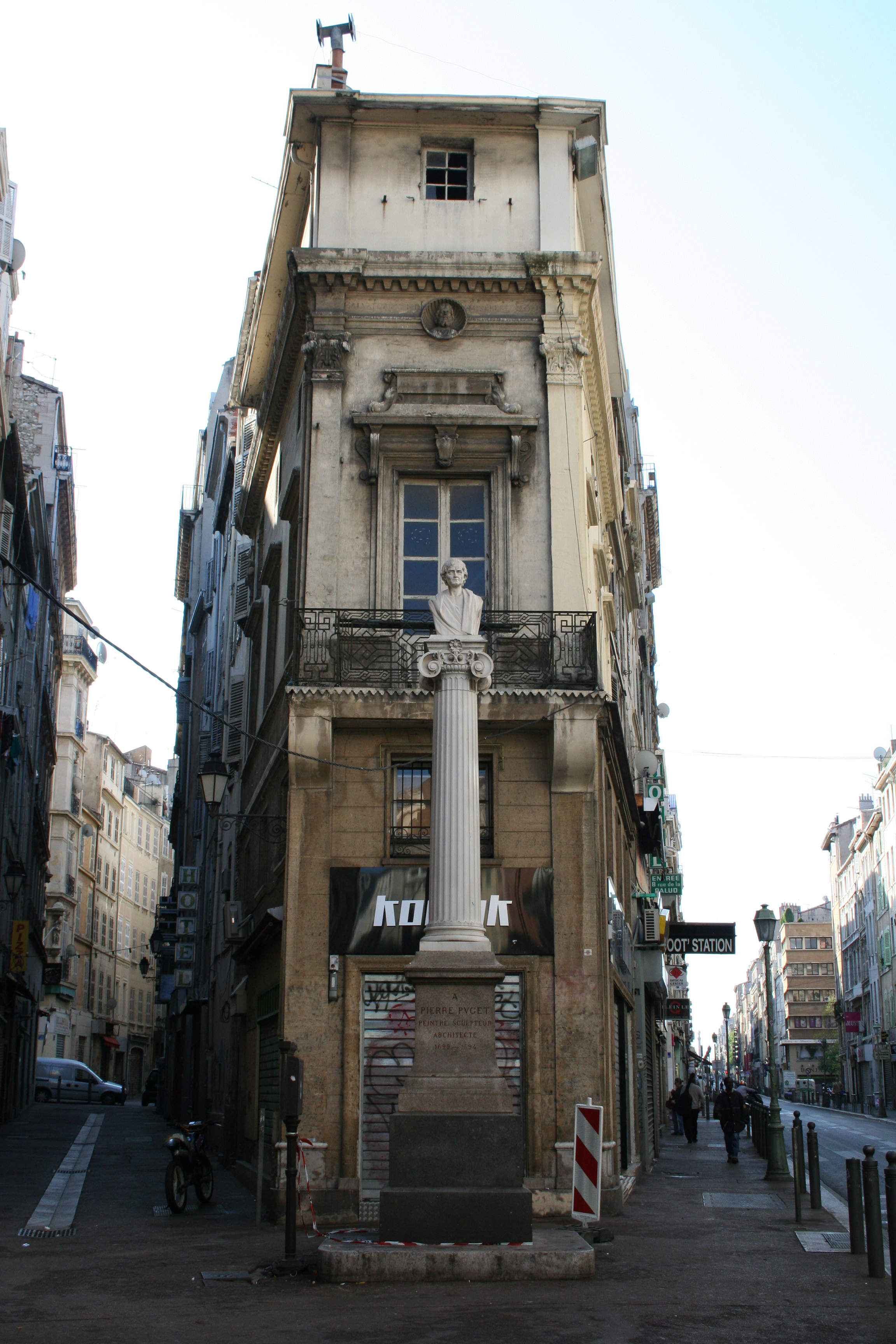
Monument à Pierre Puget (1801), Marseille.
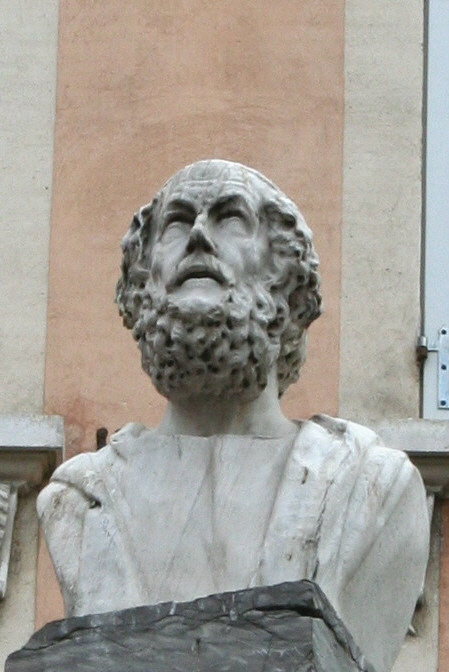
Monument à Homère (1803, détail), Marseille.